# Ding Feng (jove)
No confondre amb el seu germà major, també dit Ding Feng (丁奉), però amb el nom estilitzat Chengyuan (承淵).
En aquest nom xinès, el cognom és Ding.
Ding Feng va ser un general militar de Wu Oriental durant el període dels tardans Tres Regnes de la història xineasa. Ell va tenir un germà major, també anomenat Ding Feng (丁奉), però amb el nom estilitzat de Chengyuan (承淵). Els caràcter xinesos per "Feng" en els seus noms també són diferents. El Ding Feng jove va ser nomenat General de la Rereguarda de Wu Oriental. Va morir abans que el seu germà major.

## En la ficció
En la novel·la històrica de Luo Guanzhong, el Romanç dels Tres Regnes, quan Zhuge Zhan es trobava assetjat sota l'ataca de les forces de Deng Ai al Pas de Mianzhu durant la campanya contra Shu Han, ell va demanar reforços de Wu Oriental. Ding Feng (Chengyuan) va ser assignat de liderar un exèrcit per ajudar a Zhuge, amb Ding Feng jove i Sun Yi (孫異) servint com els seus generals segons. Ells es van retirar després que l'emperador de Shu Han Liu Shan es va rendir a Deng Ai.